# NGC 6016
NGC 6016 (również PGC 56410 lub UGC 10096) – galaktyka spiralna z poprzeczką (SBc), znajdująca się w gwiazdozbiorze Korony Północnej. Odkrył ją Albert Marth 28 czerwca 1864 roku.